# Dvala

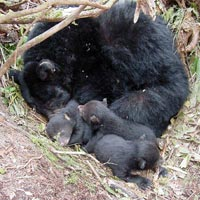
Hos en bredare allmänhet är det ofta björnen som associeras med vinterdvala - men forskning kring hibernation har genom åren haft olika definitioner på vinterdvala, eller hibernation. Under en period ansågs inte björnarnas vintersömn utgöra riktig hibernation, men idag definierar många auktoriteter återigen björnarnas vintersömn som hibernation.

Dvala, även kallat vinterdvala, kölddvala, hibernation eller att gå i ide är ett tillstånd av inaktivitet då ett endotermt djur sänker sin ämnesomsättning, i avsikt att spara energi och/eller överleva extrema men tillfälliga förändringar i levnadsbetingelserna. Dvala refererar här till tillfällig heterotermi som karaktäriseras av låg kroppstemperatur, långsam andning och hjärtrytm. Begreppet har tidigare främst använts för "djup dvala", som hos gnagare men termen har omdefinierats och omfattar idag även djur, som exempelvis björnar, som aktivt sänker sin ämnesomsättning, istället för att bara gälla arter som avsevärt sänker sin kroppstemperatur. Andra begrepp som används kring tidsbestämd dvala med sänkt metabolism och kroppstemperatur, men som definierats, och fortfarande av vissa auktoriteter definieras som något annat än dvala är bland annat torpor och vinterstelhet. Idag argumenterar många experter för att dagliga torpor och hibernation utgör en kontinuitet som grundar sig i liknande mekanismer.
Vissa ektoterma reptiler genomgår ett dvalliknande tillstånd som kallas brumation men likheterna mellan detta tillstånd och hibernation är inte fastlagda. Vissa insekter, exempelvis getingen Polistes exclamans, går i dvala genom att samlas i grupper på skyddade platser som kallas hibernaculum.
Dvala under kalla perioder, som hos exempelvis många kräldjur, kallas ofta för vinterdvala, hibernation eller kölddvala medan dvala i varmare klimat, företrädesvis under torrperioder, kallas estivation (estivering). På Madagaskar lever tjocksvansmakin (Cheirogaleus medius), som varje år går i ide under sju månader, trots att den lever i tropiskt klimat med dagstemperaturer som överstiger 30 °C. Det är det enda däggdjur i tropikerna (och den enda primaten) som uppvisar ett sådant beteende.